# Българо-австрийско училище „Св. св. Кирил и Методий“ (Виена)
Българо-австрийското училище „Св. св. Кирил и Методий“ е училище на българската общност в град Виена, Австрия. Създадено е през 1991 г. В него се обучават деца от I до XII клас и деца в подготвителни групи от 4 до 6 годишна възраст. Изучават се български език и литература, история и география на България, танци, рисуване, приложно изкуство и театър. То работи по постановление от 2018 г. на Министерството на образованието и науката на България и е включено в списъка на българските неделни училища в чужбина. От 2003 г. директорка на училището е д-р Ирина Ботева-Владикова.
През 2024 г. в училището се открива клуб по шах.